# (20901) Mattmuehler
(20901) Mattmuehler (2000 XO6) – planetoida z pasa głównego asteroid okrążająca Słońce w ciągu 3,64 lat w średniej odległości 2,37 j.a. Odkryta 1 grudnia 2000 roku.